# Hamnøy
Hamnøy est une localité du comté de Nordland, en Norvège.

## Géographie

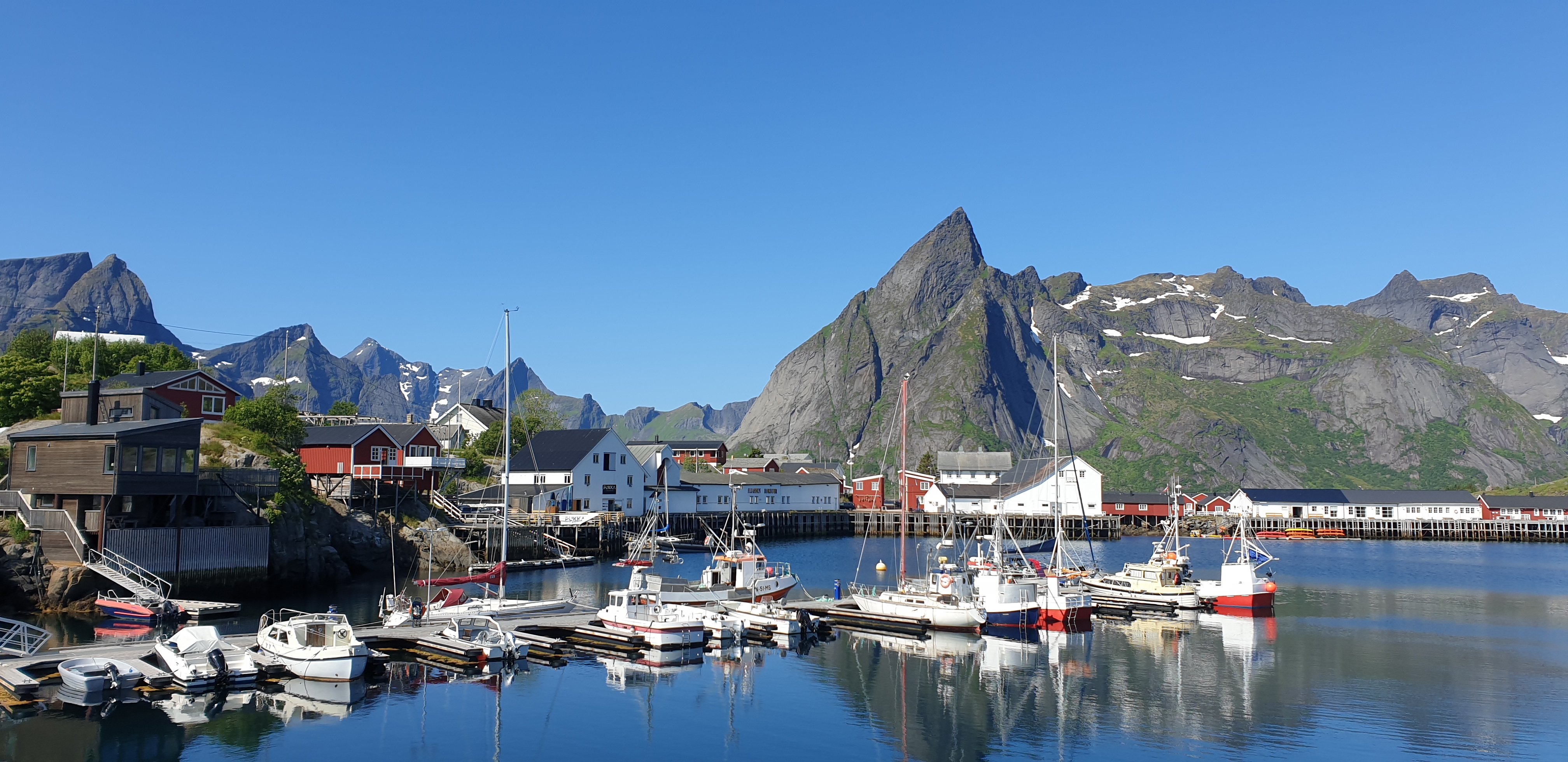
Hamnoy le port

Administrativement, Hamnøy fait partie de la kommune de Moskenes.

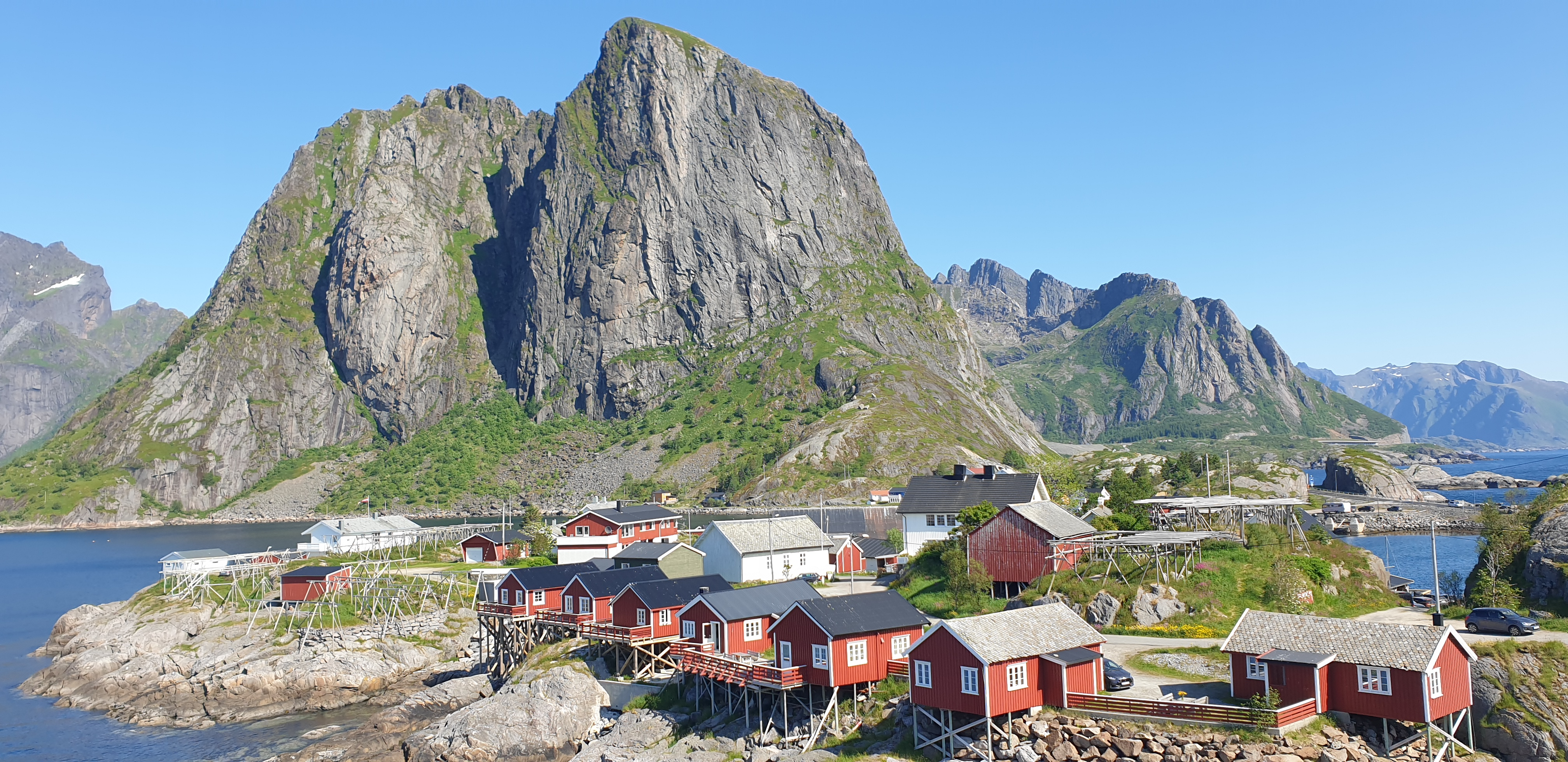
Hamnoy